# Milman Parry
Milman Parry, född 23 juni 1902 i Oakland, död 3 december 1935 i Los Angeles, var en amerikansk klassisk filolog som forskade om epik.

## Verksamhet
Milman Parry studerade vid University of California at Berkeley, där han tog såväl BA- som MA-examen, och därefter vid franska Sorbonne där han slutligen doktorerade. Hans handledare vid Sorbonne var lingvisten Antoine Meillet. 
Parry revolutionerade forskningen om Homeros. I sin avhandling, som publicerades på franska under 1920-talet, visade han att den homeriska stilen kännetecknas av en utbredd användning av fasta uttryck, eller ”formler”, som anpassats för att uttrycka en viss idé under samma metriska betingelser.
I sina amerikanska publikationer från 1930-talet framförde Parry hypotesen att denna egenhet hos Homeros kan förklaras av att den är ett typiskt drag i muntligt berättande. Idén om Homeros som en muntlig poet spreds vidare av Parrys student Albert Lord, främst i The Singer of Tales (1960).
Mellan 1933 och 1935 företog Parry, som då var associate professor vid Harvard University, två resor till Jugoslavien, där han studerade och dokumenterade de sydslaviska folkens traditionella muntliga diktning.  
Parrys samlade texter publicerades postumt: The Making of Homeric Verse: The Collected Papers on Milman Parry, utgivna av Adam Parry, hans son (Oxford University Press, 1971). Milman Parry-samlingen av inspelningar och transkriptioner av sydslavisk hjältediktning finns nu på Widener Library vid Harvard University.